# Infiniti JX
Para o outros modelos QX, consulte Infiniti QX (desambiguação).
O QX60 (até 2013 chamado de JX) é um crossover SUV, fabricado pela nipo-americana Infiniti, lançado em 2012. Substituiu o modelo QX4 e complementa a linha de crossovers médios, juntamente ao Infiniti FX. Para a linha 2014, foi renomeado como QX60. Possui estréia prevista para o Brasil em 2014, quando a Infiniti iniciará sua representação oficial no país    .

## Galeria
- Primeira geração JX35 (2012-2013)